# Milotice nad Bečvou
Milotice nad Bečvou – miejscowość i gmina (obec) w Czechach, w kraju ołomunieckim, w powiecie Przerów. W 2022 roku liczyła 269 mieszkańców.
W miejscowości znajduje się przystanek kolejowy Milotice nad Bečvou.